# Hypoponera scitula
Hypoponera scitula är en myrart som först beskrevs av Clark 1934.  Hypoponera scitula ingår i släktet Hypoponera och familjen myror. Inga underarter finns listade i Catalogue of Life.